# 1997-2005
1997-2005 es un álbum de Cementerio Club. Fue lanzado en el 2005 por Lamparín Producciones. Es una recopilación editada y masterizada por José Arbulú.

## Canciones
| N.º | Título                | Álbum                                    | Duración |  |
| 1.  | «Underground»         | Cementerio Club (1998) (Reedición, 2002) | 4:20     |  |
| 2.  | «Barco Viejo»         | Cementerio Club (1998)                   | 3:16     |  |
| 3.  | «Inmortales»          | "Vacaciones en Mediocielo" (2004)        | 3:56     |  |
| 4.  | «Sometimes Bonita»    | Cerca (2000)                             | 3:17     |  |
| 5.  | «Velocidad»           | "Vacaciones en Mediocielo" (2004)        | 3:21     |  |
| 6.  | «Nuevos Latidos»      | Cementerio Club (1998)                   | 4:08     |  |
| 7.  | «Crepúsculoa»         | "Vacaciones en Mediocielo" (2004)        | 4:28     |  |
| 8.  | «Crash»               | Cerca (2000)                             | 4:29     |  |
| 9.  | «Solo»                | Cerca (2000)                             | 3:51     |  |
| 10. | «Esfera De Cristal»   | "Vacaciones en Mediocielo" (2004)        | 2:53     |  |
| 11. | «Electrico@hogar.com» | Cementerio Club (1998) (Reedición, 2002) | 3:53     |  |
| 12. | «Jabóname, Jabónate»  | Cerca (2000)                             | 1:41     |  |
| 13. | «Día De Bodas»        | Cerca (2000)                             | 4:23     |  |
| 14. | «Imagine II»          | "Vacaciones en Mediocielo" (2004)        | 4:20     |  |
| 15. | «El Cuervo»           | Cementerio Club (1998)                   | 4:22     |  |
| 16. | «La Bruma»            | "Vacaciones en Mediocielo" (2004)        | 4:47     |  |

- Datos: Q5651070